# Іссам Джемаа
Іссам Джемаа (араб. عصام جمعة; нар. 28 січня 1984, м. Габес, Туніс) — туніський футболіст, що нині грає за футбольний клуб «Кувейт» та за національну збірну Тунісу.